# Робертс, Рикардо
Рикардо Робертс (исп. Ricardo Roberts; род. 24 июля 1917, Ла-Пас) — боливийский спортивный стрелок. Участник летних Олимпийских игр 1968 и 1972 годов.

## Биография
Рикардо Робертс родился 24 июля 1917 года в боливийском городе Ла-Пас.
В 1968 году вошёл в состав сборной Боливии на летних Олимпийских играх в Мехико. Выступал в стендовой стрельбе. В трапе занял 52-е место, поразив 161 мишень — на 37 меньше, чем завоевавший золото Боб Брейтуэйт из США.
В 1972 году вошёл в состав сборной Боливии на летних Олимпийских играх в Мюнхене. Выступал в стендовой стрельбе. В трапе занял 54-е место, поразив 156 мишеней — на 43 меньше, чем выигравший золото Анджело Скальцоне из Италии.
Вместе с Карлосом Асбуном, выступавшим в той же дисциплине, Робертс стал первым спортивным стрелком, представлявшим Боливию на Олимпийских играх. Кроме того, наряду с Луисом Гамаррой, выступавшим на летних Олимпийских играх 1984 и 1992 году, остаётся единственным боливийским стендовиком, дважды участвовавшим в них.
Дата смерти неизвестна.